# Королевская золотая медаль за поэтические достижения
Королевская золотая медаль за поэтические достижения присуждается поэтам, проживающим в любой из стран Содружества наций. Изначально награда присуждалась только британским подданным, проживающим в Соединённом Королевстве, но в 1985 году круг награждаемых был расширен за счет граждан других стран Содружества. 
Представление поэтов к награде осуществляется по рекомендации комитета видных учёных и писателей под председательством поэта-лауреата. В последнее время вручение награды приурочено ко дню рождения Уильяма Шекспира — 23 апреля, однако шотландский поэт Дон Патерсон был награждён в канун Нового 2010 года.
Была учреждена королём Георгом V в 1933 году по предложению поэта-лауреата Джона Мэйсфилда. На лицевой стороне медали изображён профиль королевы. Реверс, созданный по эскизу Эдмунда Дюлака, изображает обнажённую девушку, держащую на ладони пламя. Метафорическое значение этого образа таково: «Истина выходит на свет и несёт в правой руке божественное пламя вдохновения: Красота есть истина, а истина — красота». Последняя часть этого описания представляет собой цитату из знаменитого стихотворения Джона Китса «Ода к греческой вазе».

## Награждения
- 2024: Джордж Сиртеш[3]
- 2023: Мими Халвати[англ.]
- 2022: Селима Хилл[англ.]
- 2021: Грейс, Николс[4]
- 2020: Дэвид Константин[англ.][5]
- 2019: Лорна Гудисон[англ.]
- 2018: Саймон Армитидж
- 2017: Пол Малдун
- 2016: Джиллиан Оллнатт[англ.]
- 2015: Лиз Локхид[англ.]
- 2014: Имтиаз Дхаркер
- 2013: Дуглас Данн
- 2012: Джон Агард[6]
- 2011: Джо Шепкотт[7]
- 2010: Джиллиан Кларк
- 2009: Дон Патерсон
- 2007: Фентон, Джеймс[англ.]
- 2006: Флёр Эдкок
- 2004: Хьюго Уильямс
- 2003: Урсула Фанторп
- 2002: Питер Портер
- 2001: Майкл Лонгли
- 2000: Эдвин Морган
- 1998: Лес Маррей
- 1996: Питер Редгроув
- 1992: Кэтлин Райн
- 1991: Джудит Райт
- 1990: Сорли Маклин
- 1989: Аллен Карноу
- 1988: Дерек Уолкотт
- 1986: Норман МакКейг
- 1981: Д. Дж. Энрайт
- 1977: Норман Николсон
- 1974: Тед Хьюз
- 1973: Джон Хит-Стаббс
- 1971: Стивен Спендер
- 1970: Рой Фуллер
- 1969: Стиви Смит
- 1968: Роберт Грейвс
- 1967: Чарльз Косли
- 1965: Филип Ларкин
- 1964: Роналд Стюарт Томас
- 1963: Уильям Пломер
- 1962: Кристофер Фрай
- 1960: Джон Бетчеман
- 1959: Франсес Корнфорд
- 1957: Зигфрид Сассун
- 1956: Эдмунд Бланден
- 1955: Рут Питтер
- 1954: Ральф Ходжсон
- 1953: Артур Уэйли
- 1952: Эндрю Янг
- 1940: Майкл Твайтс
- 1937: Уистен Хью Оден
- 1934: Лоренс Уистлер